# Тизи Узу (покрајина)
Тизи Узу (арап. ولاية تيزي وزو, берб. Tizi Wezzu), једна је од 48 покрајина у Народној Демократској Републици Алжир. Покрајина се налази у северном делу земље у планинском појасу венца Атласа.
Покрајина Тизи Узу покрива укупну површину од 3.568 km² и има 1.119.646 становника (подаци из 2008. године). Највећи град и административни центар покрајине је град Тизи Узу.